# Liverpool Football Club 2009-2010
Questa voce raccoglie le informazioni riguardanti il Liverpool Football Club nelle competizioni ufficiali della stagione 2009-2010.

## Maglie e divise
| Manica sinistra · Manica sinistra · Maglietta · Maglietta · Manica destra · Manica destra · Pantaloncini · Pantaloncini · Calzettoni · Calzettoni | Manica sinistra · Manica sinistra · Maglietta · Maglietta · Manica destra · Manica destra · Pantaloncini · Pantaloncini · Calzettoni · Calzettoni | Manica sinistra · Manica sinistra · Maglietta · Maglietta · Manica destra · Manica destra · Pantaloncini · Pantaloncini · Calzettoni · Calzettoni |

## Rosa
| N. |                        | Ruolo | Calciatore                |
| -- | ---------------------- | ----- | ------------------------- |
| 1  | Brasile (bandiera)     | P     | Diego Cavalieri           |
| 2  | Inghilterra (bandiera) | D     | Glen Johnson              |
| 4  | Italia (bandiera)      | C     | Alberto Aquilani          |
| 5  | Danimarca (bandiera)   | D     | Daniel Agger              |
| 8  | Inghilterra (bandiera) | C     | Steven Gerrard (capitano) |
| 9  | Spagna (bandiera)      | A     | Fernando Torres           |
| 10 | Ucraina (bandiera)     | A     | Andriy Voronin            |
| 11 | Spagna (bandiera)      | C     | Albert Riera              |
| 12 | Brasile (bandiera)     | D     | Fábio Aurélio             |
| 15 | Israele (bandiera)     | A     | Yossi Benayoun            |
| 16 | Grecia (bandiera)      | D     | Sotirios Kyrgiakos        |
| 18 | Paesi Bassi (bandiera) | A     | Dirk Kuijt                |
| 19 | Paesi Bassi (bandiera) | A     | Ryan Babel                |
| 20 | Argentina (bandiera)   | C     | Javier Mascherano         |
| 21 | Brasile (bandiera)     | C     | Lucas Leiva               |
| 22 | Argentina (bandiera)   | D     | Emiliano Insúa            |

| N. |                        | Ruolo | Calciatore                      |
| -- | ---------------------- | ----- | ------------------------------- |
| 23 | Inghilterra (bandiera) | D     | Jamie Carragher (vice capitano) |
| 24 | Francia (bandiera)     | A     | David N'Gog                     |
| 25 | Spagna (bandiera)      | P     | José Manuel Reina               |
| 26 | Inghilterra (bandiera) | C     | Jay Spearing                    |
| 27 | Svizzera (bandiera)    | D     | Philipp Degen                   |
| 28 | Francia (bandiera)     | C     | Damien Plessis                  |
| 31 | Marocco (bandiera)     | A     | Nabil El Zhar                   |
| 32 | Inghilterra (bandiera) | D     | Stephen Darby                   |
| 34 | Inghilterra (bandiera) | D     | Martin Kelly                    |
| 36 | Inghilterra (bandiera) | D     | Steven Irwin                    |
| 37 | Slovacchia (bandiera)  | D     | Martin Škrtel                   |
| 38 | Italia (bandiera)      | D     | Andrea Dossena                  |
| 39 | Inghilterra (bandiera) | A     | Nathan Eccleston                |
| 40 | Spagna (bandiera)      | D     | Daniel Sánchez Ayala            |
| 41 | Danimarca (bandiera)   | P     | Martin Hansen                   |
| 44 | Inghilterra (bandiera) | P     | David Edward Martin             |

## Risultati

### Premier League

#### Girone di andata
| Arbitro: | Dowd |

|                              |           |             |
| Assou-Ekotto 43’ Bassong 58’ | Marcatori | 55’ Gerrard |

| Arbitro: | Walton |

|                                             |           |  |
| Torres 4’ Johnson 45’ Kuijt 78’ N'Gog 90+4’ | Marcatori |  |

| Arbitro: | Atkinson |

|            |           |                                       |
| Torres 72’ | Marcatori | 34’ (aut.) Leiva 45’ Davies 75’ Young |

| Arbitro: | Wiley |

|                         |           |                                    |
| K. Davies 32’ Cohen 47’ | Marcatori | 41’ Johnson 56’ Torres 83’ Gerrard |

| Arbitro: | Mason |

|                                  |           |  |
| Benayoun 27’, 61’, 82’ Kuijt 41’ | Marcatori |  |

| Arbitro: | Marriner |

|                       |           |                           |
| Diamanti 29’ Cole 45’ | Marcatori | 20’, 75’ Torres 41’ Kuijt |

| Arbitro: | Walton |

|                                                   |           |              |
| Torres 12’, 28’, 47’ Gerrard 61’ Babel 88’, 90+1’ | Marcatori | 15’ Geovanni |

| Arbitro: | Atkinson |

|                          |           |  |
| Anelka 60’ Malouda 90+1’ | Marcatori |  |

| Arbitro: | M. Jones |

|         |           |  |
| Bent 5’ | Marcatori |  |

| Arbitro: | Marriner |

|                        |           |  |
| Torres 65’ N'Gog 90+6’ | Marcatori |  |

| Arbitro: | Mason |

|                                    |           |            |
| Zamora 24’ Nevland 73’ Dempsey 87’ | Marcatori | 42’ Torres |

| Arbitro: | Walton |

|                              |           |                          |
| N'Gog 13’ Gerrard 71’ (rig.) | Marcatori | 26’ Benítez 45+3’ Jerome |

| Arbitro: | Dowd |

|                         |           |                          |
| Škrtel 50’ Benayoun 77’ | Marcatori | 69’ Adebayor 76’ Ireland |

| Arbitro: | Wiley |

|  |           |                           |
|  | Marcatori | 12’ (aut.) Yobo 80’ Kuijt |

| Blackburn 5 dicembre 2009, ore 15:00 WET 15ª giornata | Blackburn Rovers | 0 – 0 referto | Liverpool | Ewood Park (29 660 spett.)\| Arbitro: \| Atkinson \| |
| Arbitro:                                              | Atkinson         |               |           |                                                      |

| Arbitro: | Webb |

|           |           |                                |
| Kuijt 41’ | Marcatori | 50’ (aut.) Johnson 58’ Aršavin |

| Arbitro: | Dowd |

|                     |           |                |
| N'Gog 9’ Torres 79’ | Marcatori | 90+2’ N'Zogbia |

| Arbitro: | Mason |

|                           |           |  |
| Belhadj 33’ Piquionne 82’ | Marcatori |  |

| Arbitro: | Marriner |

|                          |           |  |
| Gerrard 62’ Benayoun 70’ | Marcatori |  |

#### Girone di ritorno
| Arbitro: | Probert |

|  |           |              |
|  | Marcatori | 90+3’ Torres |

| Arbitro: | Webb |

|                        |           |  |
| Kuijt 6’, 90+3’ (rig.) | Marcatori |  |

| Stoke-on-Trent 16 gennaio 2010, ore 12:45 WET 22ª giornata | Stoke City | 1 – 1 referto | Liverpool | Stadio Bet365 (27 247 spett.) |
| \| \| \| \| \| Huth 90’ \| Marcatori \| 57’ Kyrgiakos \|   |            |               |           |                               |
|                                                            |            |               |           |                               |
| Huth 90’                                                   | Marcatori  | 57’ Kyrgiakos |           |                               |

| Wolverhampton 26 gennaio 2010, ore 19:45 WET 23ª giornata | Wolverhampton | 0 – 0 referto | Liverpool | Molineux Stadium (28 763 spett.) |

| Arbitro: | Bennett |

|                                |           |  |
| Kuijt 37’ K. Davies 70’ (aut.) | Marcatori |  |

| Arbitro: | Atkinson |

|           |           |  |
| Kuijt 55’ | Marcatori |  |

| Arbitro: | Webb |

|           |           |  |
| Diaby 72’ | Marcatori |  |

| Manchester 21 febbraio 2010, ore 15:00 WET 27ª giornata | Manchester City | 0 – 0 referto | Liverpool | City of Manchester Stadium (47 203 spett.)\| Arbitro: \| Walton \| |
| Arbitro:                                                | Walton          |               |           |                                                                    |

| Arbitro: | Wiley |

|                        |           |                    |
| Gerrard 20’ Torres 44’ | Marcatori | 40’ (rig.) Andrews |

| Arbitro: | Marriner |

|               |           |  |
| Rodallega 35’ | Marcatori |  |

| Arbitro: | Attwell |

|                                        |           |             |
| Torres 26’, 77’ Babel 28’ Aquilani 32’ | Marcatori | 88’ Belhadj |

| Arbitro: | Webb |

|                             |           |           |
| Rooney 12’ Park Ji-sung 60’ | Marcatori | 5’ Torres |

| Arbitro: | Dowd |

|                            |           |  |
| Torres 3’, 60’ Johnson 32’ | Marcatori |  |

| Arbitro: | Atkinson |

|           |           |             |
| Ridgewell | Marcatori | 47’ Gerrard |

| Liverpool 11 aprile 2010, ore 15:00 WEST 34ª giornata | Liverpool | 0 – 0 referto | Fulham | Anfield (42 331 spett.)\| Arbitro: \| Marriner \| |
| Arbitro:                                              | Marriner  |               |        |                                                   |

| Arbitro: | Walton |

|                                         |           |  |
| Benayoun 19’ N'Gog 29’ Green 59’ (aut.) | Marcatori |  |

| Arbitro: | Dowd |

|  |           |                                                 |
|  | Marcatori | 52’, 59’ Gerrard 74’ Maxi Rodríguez 90+4’ Babel |

| Arbitro: | Wiley |

|  |           |                        |
|  | Marcatori | 33’ Drogba 54’ Lampard |

| Kingston upon Hull 9 maggio 2010, ore 16:00 WEST 38ª giornata | Hull City | 0 – 0 referto | Liverpool | MKM Stadium (25 030 spett.)\| Arbitro: \| Marriner \| |
| Arbitro:                                                      | Marriner  |               |           |                                                       |

### FA Cup
| Arbitro: | Atkinson |

|            |           |             |
| Church 23’ | Marcatori | 36’ Gerrard |

| Arbitro: | Dowd |

|                       |           |                                   |
| Bertrand 45+1’ (aut.) | Marcatori | 90+4’ (rig.) Sigurðsson 100’ Long |

### Football League Cup
| Arbitro: | Wiley |

|  |           |           |
|  | Marcatori | 66’ N'Gog |

| Arbitro: | Wiley |

|                         |           |           |
| Mérida 19’ Bendtner 50’ | Marcatori | 26’ Insúa |

### UEFA Champions League

#### Fase a gironi
| Arbitro: | Proença |

|            |           |  |
| Kuyt 45+1’ | Marcatori |  |

| Arbitro: | Brych |

|                  |           |  |
| Jovetić 28’, 37’ | Marcatori |  |

| Arbitro: | Mallenco |

|              |           |                          |
| Benayoun 41’ | Marcatori | 72’ Gonalons 90’ Delgado |

| Arbitro: | De Bleeckere |

|                    |           |           |
| Lisandro López 90’ | Marcatori | 83’ Babel |

| Arbitro: | Kuipers |

|  |           |          |
|  | Marcatori | 4’ N'gog |

| Arbitro: | Skomina |

|              |           |                               |
| Benayoun 43’ | Marcatori | 63’ Jørgensen 90+2’ Gilardino |

### UEFA Europa League

#### Fase a eliminazione diretta

##### Sedicesimi di finale
| Arbitro: | Braamhaar |

|           |           |  |
| N'Gog 81’ | Marcatori |  |

| Arbitro: | Johannesson |

|                     |           |                                      |
| Bruno Fernandes 19’ | Marcatori | 30’ Mascherano 41’ Babel 57’ Gerrard |

##### Ottavi di finale
| Arbitro: | Bo Larsen |

|            |           |  |
| Hazard 84’ | Marcatori |  |

| Arbitro: | Rizzoli |

|                                   |           |  |
| Gerrard 9’ (rig.) Torres 49’, 89’ | Marcatori |  |

##### Quarti di finale
| Arbitro: | Eriksson |

|                                |           |          |
| Cardozo 59’ (rig.), 79’ (rig.) | Marcatori | 9’ Agger |

| Arbitro: | Kuipers |

|                                   |           |             |
| Kuyt 27’ Lucas 34’ Torres 59’ 82’ | Marcatori | 70’ Cardozo |

##### Semifinale
| Arbitro: | Duhamel |

|           |           |  |
| Forlán 9’ | Marcatori |  |

| Arbitro: | Hauge |

|                           |           |             |
| Aquilani 44’ Benayoun 94’ | Marcatori | 102’ Forlán |